# Vålerenga IF
Vålerenga IF je norský fotbalový klub z hlavního města Norska Osla. Byl založen v roce 1913. Své domácí zápasy hraje klub od října 2005 na stadionu Ullevaal, který zároveň hostí utkání norského národního týmu. Největším úspěchem klubu z poslední doby je zisk mistrovského titulu v roce 2005. V Poháru vítězů pohárů 1998/99 se probojoval do čtvrtfinále. Vyřadil Rapid Bukurešť a Besiktas Istanbul. Vyřazen byl Chelsea.

## Čeští hráči v klubu
Zde je seznam českých hráčů, kteří působili v klubu:
- Jan Lecjaks [1]